# Raphaël Personnaz
Raphaël Personnaz (Parigi, 23 luglio 1981) è un attore francese.

## Biografia
Studia recitazione al Conservatoire d'Art Dramatique di Parigi e presso i Cours Florent. Debutta al cinema nel 2000 in un ruolo da non protagonista nel film Le Roman de Lulu a fianco di Thierry Lhermitte e Claire Keim. Negli anni successivi è attivo in numerose mini serie televisive per la televisione francese e soprattutto in teatro, acquisendo una notorietà sempre più ampia grazie a ruoli minori ma incisivi. 
La rivelazione al grande pubblico e alla critica avviene nel 2010, quando gli è assegnato il ruolo del Duca d'Anjou nel film di Bertrand Tavernier La princesse de Montpensier, grazie al quale ottiene la candidatura al Premio César per la migliore promessa maschile. e lo Swann d'Oro alla miglior rivelazione maschile al Festival du film de Cabourg nel 2011. In questo film, Raphaël Personnaz è un futuro Enrico III elegante, romantico e disincantato, ben lontano dagli stereotipi che ci sono stati tramandati da altre opere cinematografiche.
Nel 2012 è a fianco di Keira Knightley e Jude Law nel film Anna Karenina diretto da Joe Wright. Sempre nel 2012, Raphaël Personnaz interpreta il ruolo di Al, nel film Trois mondes realizzato da Catherine Corsini, presentato nella sezione Un Certain Regard al Festival di Cannes del 2012. Nel 2013 viene scelto da Daniel Auteuil per interpretare la "trilogia marsigliese" tratta dalle opere di Marcel Pagnol. Viene inoltre riconosciuto come giovane promessa del cinema francese con il Premio Patrick Dewaere. Ha fatto parte della giuria di numerosi premi cinematografici.

## Filmografia

### Cinema
- Le roman de Lulu, regia di Pierre-Olivier Scotto (2001)
- Malraux, tu m'étonnes!, regia di Michèle Rosier (2001)
- Riunione di condominio (Mille millièmes), regia di Rémi Waterhouse (2002)
- Le fabuleux destin de Perrine Martin, regia di Olivier Ciappa - cortometraggio (2003)
- À la petite semaine, regia di Sam Karmann (2003)
- La première fois que j'ai eu 20 ans, regia di Lorraine Levy (2004)
- Les couilles de mon chat, regia di Didier Bénureau - cortometraggio (2005)
- Esprit, es-tu là?, regia di Edouard de Chabaneix - cortometraggio (2005)
- Travaux - Lavori in casa (Travaux, on sait quand ça commence...), regia di Brigitte Roüan (2005)
- È pericoloso sporgersi, regia di Avril Tembouret - cortometraggio (2005)
- Il ne faut jurer... de rien!, regia di Eric Civanyan (2005)
- La traductrice, regia di Elena Hazanov (2006)
- La faute à Fidel!, regia di Julie Gavras (2006)
- Rose et noir, regia di Gérard Jugnot (2009)
- Per sfortuna che ci sei (La chance de ma vie), regia di Nicolas Cuche (2010)
- Les invités de mon père, regia di Anne Le Ny (2010)
- La princesse de Montpensier, regia di Bertrand Tavernier (2010)
- Special Forces - Liberate l'ostaggio (Forces spéciales), regia di Stéphane Rybojad (2011)
- Trois mondes, regia di Catherine Corsini (2012)
- After, regia di Géraldine Maillet (2012)
- La stratégie de la poussette, regia di Géraldine Maillet (2012)
- Anna Karenina, regia di Joe Wright (2012)
- Marius, regia di Daniel Auteuil (2013)
- Fanny, regia di Daniel Auteuil (2013)
- Il paradiso degli orchi (Au bonheur des ogres), regia di Nicolas Bary (2013)
- Una nuova amica (Une nouvelle amie), regia di François Ozon (2014)
- Dans les forêts de Sibérie, regia di Safy Nebbou (2016)
- Nureyev - The White Crow (The White Crow), regia di Ralph Fiennes (2018)

### Televisione
- Un homme en colère – serie TV, episodio 1x03 (1998)
- Nestor Burma – serie TV, episodio 1x32 (2000)
- La kiné – serie TV, episodio 1x05 (2000)
- Un homme à la maison, regia di Michel Favart - film TV (2000)
- Une femme amoureuse, regia di Jérôme Foulon - film TV (2001)
- Sa mère, la pute, regia di Brigitte Roüan - film TV (2001)
- Louis la brocante – serie TV, episodio 3x02 (2002)
- Une autre femme, regia di Jérôme Foulon - film TV (2002)
- Une maison dans la tempête, regia di Christiane Lehérissey - film TV (2002)
- La deuxième vérité, regia di Philippe Monnier - film TV (2003)
- Demain nous appartient, regia di Patrick Poubel - film TV (2003)
- Péril imminent, regia di Christian Bonnet - film TV (2003)
- Nos vies rêvées, regia di Fabrice Cazeneuve - film TV (2004)
- Quand la mer se retire, regia di Laurent Heynemann - film TV (2004)
- Sauveur Giordano – serie TV, episodio 1x08 (2005)
- Insieme appassionatamente (Merci, les enfants vont bien!) – serie TV, episodio 1x02 (2005)
- Élodie Bradford – serie TV, episodio 1x04 (2006)
- Le clan Pasquier, regia di Jean-Daniel Verhaeghe - miniserie TV (2007)
- Fargas – serie TV, episodio 1x03 (2007)
- Charlotte Corday, regia di Henri Helman - film TV (2008)
- Au siècle de Maupassant: Contes et nouvelles du XIXème siècle – serie TV, episodio 1x03 (2009)
- Les incroyables aventures de Fusion Man, regia di Xavier Gens e Marius Vale - film TV (2009)
- Ah, c'était ça la vie!, regia di Franck Apprederis - miniserie TV (2009)
- George et Fanchette, regia di Jean-Daniel Verhaeghe - film TV (2010)
- L'opera (L'Opéra) – serie TV (2021-in corso)

### Doppiatore
- Zanna Bianca (Croc-Blanc), regia di Alexandre Espigares (2018)

## Riconoscimenti
- Premi César 2011: candidatura alla migliore promessa maschile – La princesse de Montpensier
- Festival du film de Cabourg 2011: Swann d'oro alla miglior rivelazione maschile – La princesse de Montpensier
- Premio Patrick Dewaere 2013

## Doppiatori italiani
Nelle versioni in italiano delle opere in cui ha recitato, Raphaël Personnaz è stato doppiato da:
- Fabrizio De Flaviis in Per sfortuna che ci sei, Anna Karenina
- Marco Vivio in Special Forces - Liberate l'ostaggio
- Alessandro Quarta ne Il paradiso degli orchi, Una nuova amica
- Francesco Pezzulli in Nureyev - The White Crow
- Edoardo Lomazzi ne L'opera

Da doppiatore è sostituito da: 
- Gianfranco Miranda in Zanna Bianca